# Múltiple (arte)

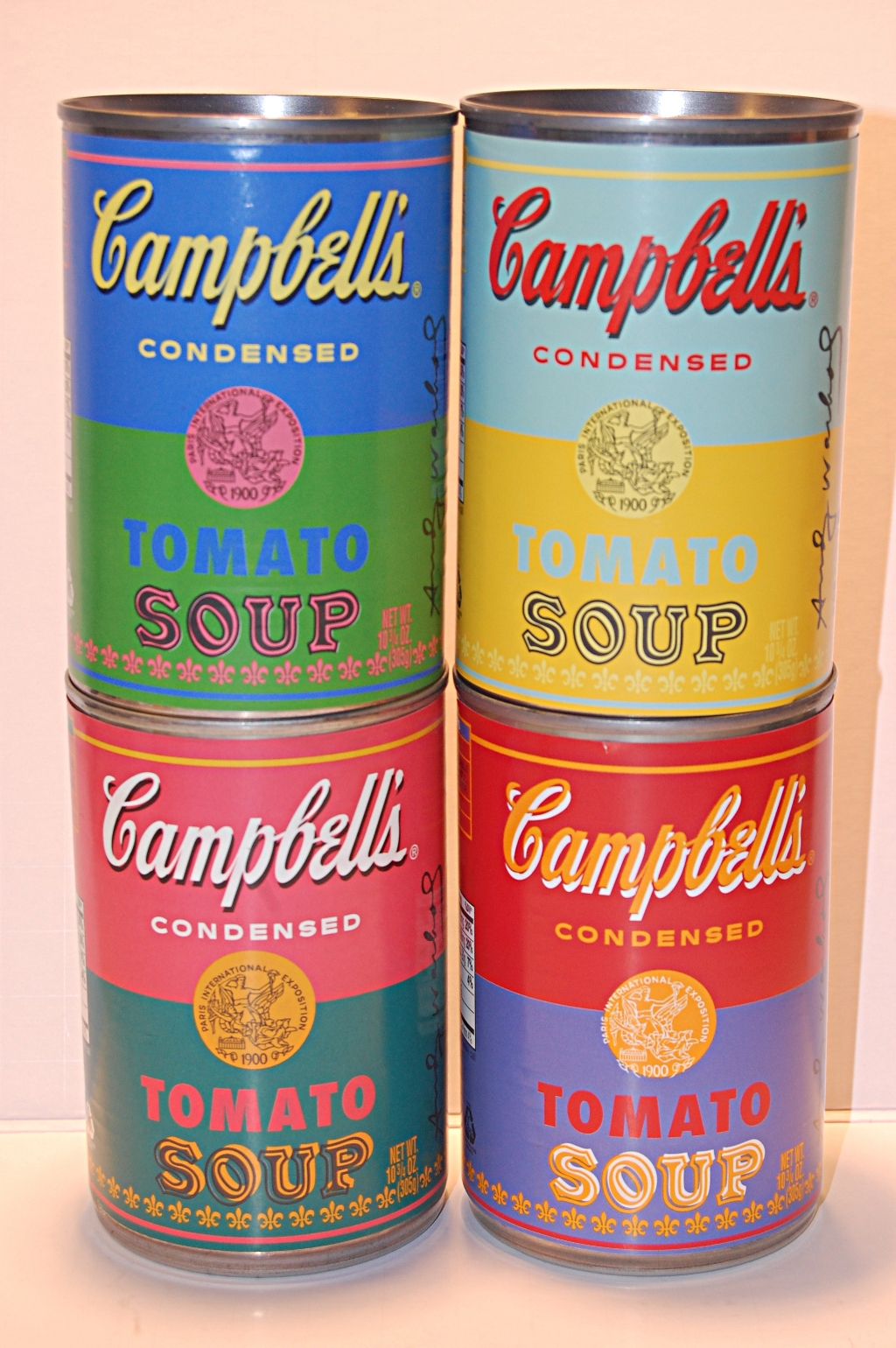
Latas de sopa de tomate Campbell's de "Art Of Soup" del 50 aniversario con un autógrafo facsímil, retrato y cita de Andy Warhol. Las latas conmemorativas fueron lanzadas el 2012-09-02 en Target Stores. Contienen sopa de tomate real.

Un múltiple es un tipo de obra de arte diseñada para ser reproducida de manera potencialmente limitada. Los múltiples dejan de ser obras consideradas como artículos excepcionales para coleccionistas y museos y se convierten en bienes de consumo igual que cualquier otro producto industrial. Marcel Duchamps obra La Fuente del año 1917 fue uno de los primeros múltiples en 1964.
Artistas que produjeron múltiples eran Jean Fautrier, Salvador Dalí, Joseph Beuys, Dieter Roth, Wolf Vostell, Richard Hamilton, Claes Oldenburg y Andy Warhol entre otros.

## Literatura
- Peter Weibel: Kunst ohne Original. Multiple und Sampling als Medium: Techno-Transformationen der Kunst, Köln 1999
- Peter Schmieder: unlimitiert. Der VICE-Versand von Wolfgang Feelisch. Unlimitierte Multiples in Deutschland, Köln 1998
- Lothar Romain: Wolf Vostell. Das Multiple als Strategie. In: Wolf Vostell, Retrospektive 92. Edition Braus, Heidelberg 1992
- Joseph Beuys: Multiplizierte Kunst, München, 1980